# Concepción Langa Nuño
Concepción (Concha) Langa Nuño (Sevilla, 1968) es una investigadora, escritora e historiadora española, especializada en Historia de la Comunicación, y en Historia de la España actual y en especial de la guerra civil española. También ha trabajado la historia de las migraciones españolas a Suiza. Desarrolla actividades académicas en el Grupo de Investigación de Historia crítica del periodismo andaluz, y en el Departamento Historia Contemporánea, Facultad de Geografía e Historia en la Universidad de Sevilla.
En la actualidad es presidenta de la Asociación de Historiadores de la Comunicación, AsHisCom y desde 2017 directora de la Revista Internacional de Historia de la Comunicación, RiHC.

## Obra

### Participación en proyectos en la US
Proyectos
- Construir Democracias: Actores y Narrativas en los Procesos de Modernización y Cambio en la península ibérica (1959-2008) (PID2019-107169GB-I00 - Equipo de Investigación)
- Historia Crítica del Periodismo Andaluz (P18-RT-1552 - Equipo de Investigación)
- Historia crítica del periodismo andaluz (US-1253132 - Equipo de Investigación)
- La Restauración Social Católica en el Primer Franquismo 1936-1953 (HAR2011-29383-C02-02 - Investigador)[2]
- Gibraltar. De fortaleza a colonia (HUM2005-00858 - Investigador)

### Algunas publicaciones
- YANES MESA, Julio A. y LANGA NUÑO, Concha: “Presentación dossier”, Revista Historia Caribe, Vol. 19 Núm. 44 (2024): Enero-Junio. DOI: https://doi.org/10.15648/hc.44.2024.3889
- LANGA NUÑO, Concha, MOYA LÓPEZ, Daniel: “La prensa y el poder. De lo local a lo nacional: la relación de la prensa andaluza y los conglomerados mediáticos de España desde el siglo XX a la actualidad”, Revista Historia Caribe, Vol. 19 Núm. 44 (2024): Enero-Junio. DOI: https://doi.org/10.15648/hc.44.2024.3896
- LANGA NUÑO, Concha: Emociones, comunidades y emigración. El caso de los padres de familia españoles en Suiza. Investigaciones Históricas. Época Moderna Y Contemporánea, (43), 2023, pp.67–96. https://doi.org/10.24197/ihemc.43.2023.67-96
- LANGA NUÑO, Concha, FÉRNANDEZ VICENTE, M. José y CALVO SALGADO, Luis M.: "Presentación Dosier. Emigración, exilio y emociones". Investigaciones Históricas. Época Moderna Y Contemporánea, (43), 1–11. 2023. https://doi.org/10.24197/ihemc.43.2023.1-11
- CALVO SALGADO, Luis Manuel; LANGA NUÑO, Concha; PRIETO LÓPEZ, Moisés. El retorno de emigrantes españoles en Europa durante la Transición”, en Estudios de Historia de España, v. 24, n. 2, pp. 157-175. https://doi.org/10.46553/EHE.24.2.2022.p157-175
- LANGA NUÑO, Concha: “La construcción de un mito. Suárez en la prensa portuguesa y española (1981-2014)”, en Historia y política: Ideas, procesos y movimientos sociales, N.º 48, 2022, págs. 109-141. https://doi.org/10.18042/hp.48.05
- LEÓN-GONZÁLEZ MAZÓN, Pilar, GARCIA MARTINEZ, Belén, LANGA NUÑO, Concha: El estudio de las inundaciones históricas en Sevilla a través de fuentes periodísticas (siglo XX). En: Estudios sobre el Mensaje Periodístico. 2020. Vol. 26. Núm. 1. Pag. 177-188. https://doi.org/10.5209/esmp.67297
- CALVO SALGADO, Luis, LANGA NUÑO, Concha y PRIETO LÓPEZ, Moisés: An audiovisual approachy to the Spanish Transition. Tele-revista, A Swiss TV News Magazine for Spanish immigrants, en Media History. https://doi.org/10.1080/13688804.2018.1499430
- LANGA NUÑO, Concha: "¿Y las hijas de España? La Améria española en la propaganda nacional durante la guerra civil", en Historia y Comunicación social, vol. 22. n.º 2, 2017, pp. 485-510.
- Con Luis CALVO SALGADO y Moisés PRIETO LÓPEZ: «Tele-revista: representaciones, imágenes y libertad política en un informativo de la televisión pública suiza para la emigración española», Migraciones y exilios n.º 14, 2014, AEMIC, Madrid, pp. 11-31.

- «A Través del Espejo. La Imagen de los Gibraltareños a Este Lado de la Frontera». Historia Contemporánea, N.º 41, 2010; pp. 393-414.

- «Espejo de Nuestra Historia: Cinco Centurias de Reporteros, Noticias y Cabeceras». Andalucía en la Historia, N.º 23, 2009; pp. 8-8.

- «La Lucha Política Se Libra en las Rotativas: el Siglo XX o el Tortuoso Camino Hacia la Libertad de Expresión». Andalucía en la Historia, N.º 23, 2009; pp. 16-19.

- «La Cultura en Armas: una Aproximación al Teatro que Se Vio en la Sevilla de la Guerra Civil». Archivo Hispalense: Revista Histórica, Literaria y Artística 91 (276-278) 2008; pp. 131-153.

- «Portugal: Nación Amiga. La Imagen de Portugal en la Prensa Nacional Durante la Guerra Civil Española. El Caso de ABC de Sevilla (1936-39)». Comunicação Publica 2 ( 5) 2008; pp. 79-97.

- «La Formación del Franquismo en Sevilla. Las Fiestas Políticas Durante la Guerra Civil». Revista de Historia Contemporánea 9-10. 2000; pp. 345-371.

- «Los Civiles Como Víctimas de la Guerra y la Propaganda. El Ejemplo de la Guerra Civil Española (1936-1939)». Ámbitos. Revista Andaluza de Comunicación 3. 2000; pp. 181-194.

#### Libros
- CHECA-GODOY, Antonio; LANGA-NUÑO, Concha; ESPEJO-CALA, Carmen; MONTOYA RODRÍGUEZ, María del Carmen: Historia del periodismo local en la provincia de Sevilla. Contra el olvido de la prensa cercana. Granada. Editorial Comares. 2022.
- GRACIANI, Amparo y LANGA NUÑO, Concha (coord.): La Exposición Iberoamericana de Sevilla, aportaciones desde la historia. Vol. I. Oportunidades, intereses y perspectivas. Sevilla, Universidad de Sevilla, 2019
- LANGA NUÑO, Concha, BALLESTEROS-AGUAYO, Lucía (coord.): Movimientos populistas en Europa: la actualización del discurso totalitario en los medios de comunicación actuales y su repercusión en la opinión pública, Sevilla, Egregius, 2018.
- CALVO SALGADO, Luis Manuel, LANGA NUÑO, Concha, PRIETO LÓPEZ, Moisés: Tele-revista y la transición: un programa de la televisión suiza para emigrantes españoles (1973-1989). Madrid- Frankfurt. Vevuert - Iberoamericana.
- REIG, Ramón (dir.), LANGA NUÑO, Concha (coord.): La comunicación en Andalucía: Historia, estructura y nuevas tecnologías, Fundación Centro de Estudios Andaluces, Sevilla, 2011
- Periodismo y Represión. los Periodistas Gaditanos y el Franquismo (1936-1945). Edición ilustrada de Quorum Libros Editores, 412 pp. ISBN 8492581034, ISBN 9788492581030. 2009.

- Un Siglo de Información en Sevilla (Prensa, Radio y Televisión) 1909-2009. Con Lorena R. Romero Domínguez, María José Ruiz Acosta. Universidad de Sevilla. 2009. 364 pp.

- De Cómo Se Improvisó el Franquismo Durante la Guerra Civil: la Aportación del ABC de Sevilla. Sevilla. Fundación Centro de Estudios Andaluces (Centra). 2007. 860 pp. Edición ilustrada de Centro de Estudios Andaluces, ISBN 8461153332, ISBN 9788461153336 (en línea).

- La Comunicación Durante la Segunda República y la Guerra Civil. Con Carmen Espejo Cala, Miguel Vázquez Liñán, Antonio Checa Godoy. Madrid. Fragua. 2007. 632 pp.

- Educación y Propaganda en Guerra. Sevilla (1936-1939). Sevilla, España. Ayuntamiento de Sevilla, Área de Cultura y Fiestas Mayores. 105 pp. 231 pp. 2001. ISBN 8495020831, ISBN 9788495020833.